# Oikopleuridae
Famille
Les Oikopleuridae sont une famille de tuniciers de l'ordre des Copelata. Ce sont des animaux marins constitutifs du zooplancton.

## Liste des sous-familles, tribus et genres
Selon World Register of Marine Species (10 janvier 2021) :
- Sous-famille Bathochordaeinae Lohmann, 1915
  - genre Bathochordaeus Chun, 1900
  - genre Mesochordaeus Fenaux & Youngbluth, 1990
- Sous-famille Oikopleurinae Lohmann, 1896
  - tribu Alabiata Fenaux, 1993
    - genre Althoffia Lohmann, 1892
    - genre Mesoikopleura Fenaux, 1993
    - genre Pelagopleura Lohmann in Lohmann & Buckmann, 1926
    - genre Sinisteroffia Tokioka, 1957 (taxon inquirendum, Fenaux (1998))

  - tribu Labiata Fenaux, 1993
    - genre Chunopleura Lohmann, 1914
    - genre Folia Lohmann, 1892
    - genre Megalocercus Chun, 1887
    - genre Oikopleura Mertens, 1830
    - genre Stegosoma Chun, 1887

## Classification
Le nom valide complet (avec auteur) de ce taxon est Oikopleuridae Lohmann (d), 1915.